# Els guardians de la nit: El tren infinit
Els guardians de la nit: El tren infinit (劇場版「鬼滅の刃」無限列車編, Gekijō-ban "Kimetsu no Yaiba" Mugen Ressha-hen) és una pel·lícula d'animació japonesa de 2020, basada en la sèrie de manga shōnen Kimetsu no Yaiba de Koyoharu Gotōge. La pel·lícula, que és una seqüela directa de la sèrie d'anime de 2019, és dirigida per Haruo Sotozaki i produïda per Ufotable. La pel·lícula es va estrenar el 16 d'octubre de 2020 al Japó, amb un èxit generalitzat, convertint-se en la pel·lícula japonesa més taquillera de 2020, i la sisena més taquillera del món el mateix any. Va guanyar el Premi de l'Acadèmia Japonesa a la millor pel·lícula d'animació. S'estrenà doblada al català el 23 d'abril del 2021.
S'ha emès per l'SX3.

## Argument
Després de completar l'entrenament a la Mansió de la Papallona, en Tanjiro i els seus companys es dirigeixen a la seva següent missió, el Tren de l'Infinit, on més de 40 persones han desaparegut en un període molt curt de temps. En Tanjiro i la Nezuko, acompanyats per en Zenitsu i l'Inosuke, s'uneixen a un dels espadatxins més poderosos entre els membres del Cos de Matadimonis, l'actual Pilar de les Flames en Kyojuro Rengoku, amb el propòsit de fer front al dimoni a bord del Tren de l'Infinit. El que desconeixen és que s'estan endinsant en un mortífer parany estès per l'Enmu, Dimoni del Somni i una de les 12 Llunes Demoníaques, en un tren amb destinació a la desesperació...

## Actors de veu
| Personatge        | Actor de veu original | Actor de veu en català |
| ----------------- | --------------------- | ---------------------- |
| Tanjiro Kamado    | Natsuki Hanae         | Marcel Navarro         |
| Nezuko Kamado     | Akari Kito            | Irene Miras            |
| Inosuke Hashibira | Yoshitsugu Matsuoka   | Eduard Itchart         |
| Zenitsu Agatsuma  | Hiro Shimono          | Xavier Castañer        |
| Kyōjurō Rengoku   | Satoshi Hino          | David Jenner           |
| Enmu              | Daisuke Hirakawa      | Quique Hernández       |
| Akaza             | Akira Ishida          | Marc Gómez             |
| Kagaya Ubuyashiki | Toshiyuki Morikawa    | Àlex de Porrata        |
| Shigeru Kamado    | Kaede Hondo           | Julia Chalmeta         |
| Hanako Kamado     | Konomi Kohara         | Iris Lago              |
| Takeo Kamado      | Yō Taichi             | Marta Moreno           |
| Ruka Rengoku      | Megumi Toyoguchi      | Irene Mirás            |
| Shinjuro Rengoku  | Rikiya Koyama         | Ivan Cánovas           |
| Senjuro Rengoku   | Junya Enoki           | Adrián Pineda          |

## Producció
El 28 de setembre de 2019, immediatament després de l'emissió de l'episodi 26 de l'anime, es va anunciar una pel·lícula d'anime titulada Els guardians de la nit: el tren infinit (鬼滅の刃無限列車編, Kimetsu no Yaiba: Mugen Ressha-hen), amb el personal i l'elenc repetint els seus rols. El 10 d'abril de 2020, es va anunciar que la pel·lícula s'estrenaria en cinemes al Japó el 16 d'octubre de 2020. La pel·lícula és distribuïda al Japó per Aniplex (una subsidiària de Sony Music Entertainment Japan) i Toho.
LiSA va interpretar el tema principal de la pel·lícula, titulat "Homura" (炎, Flama).
El 18 de setembre de 2020, es va anunciar que els espectadors japonesos rebrien una còpia de "Rengoku Volume 0", un manga especial de l'autor de la sèrie Koyoharu Gotouge amb el personatge Kyōjurō Rengoku, limitat a 4,5 milions de còpies.
Aniplex of America ha obtingut la llicència de la pel·lícula i l'estrenarà en cinemes a Amèrica del Nord en cooperació amb Funimation Films el 2021.
Selecta Visión va estrenar-la als cinemes a Espanya el 23 d'abril del 2021.

## Recepció
| País      | Ingresos de taquilla | Entrades venudes | Data d'estrena         | Ref           |
| --------- | -------------------- | ---------------- | ---------------------- | ------------- |
| Japó      | 32.478.895.850 ¥     | 24.049.907       | 27 de desembre de 2020 | [ 14 ]        |
| Taiwan    | 558.706.156 $        | 2.319.933        | 13 de desembre de 2020 | [ 15 ] [ 16 ] |
| Hong Kong | 3.754,612 $          | ?                | 2 de desembre de 2020  | [ 17 ]        |
| Vietnam   | 582.231 $            | ?                | 13 de desembre de 2020 | [ 18 ]        |
| Singapur  | ?                    | ?                | N/A                    | [ 19 ]        |
| Asia      | 337 687 117 $        | 26 369 840+      |                        |               |

Després de la seva estrena, la pel·lícula va trencar el rècord del primer dia amb 1,2 mil milions de iens (11,3 milions de dòlars). En el seu primer cap de setmana, va recaptar 4,6 mil milions de iens (44 milions de dòlars) al Japó. Va ser el millor cap de setmana d'estrena de tres dies als cinemes japonesos, i la pel·lícula més taquillera a tot el món durant el cap de setmana, tot i les diverses mesures de seguretat adoptades a causa de la pandèmia de COVID-19, com seients espaiats que limiten les admissions a aproximadament la meitat de la capacitat normal, o la prohibició d'aliments i begudes en sessions a plena capacitat. L'èxit rècord de la pel·lícula s'ha atribuït a Kimetsu no Yaiba la popularitat de la franquícia al Japó, a més del nombre limitat de pel·lícules disponibles als cinemes japonesos durant la pandèmia de COVID-19.
En deu dies, es va convertir en la pel·lícula més ràpida en la història de la taquilla japonesa a superar als 10 mil milions de iens i els 100 milions de dòlars. Va superar el rècord d'El viatge de Chihiro, que prèviament havia creuat la fita dels deu mil milions de iens en vint-i-cinc dies i va mantenir el rècord durant dinou anys. El tren infinit també va establir el rècord del segon cap de setmana amb major recaptació. En disset dies, va trencar les barreres dels 15.000 milions de iens i els 150 milions de dòlars. Va passar a una xifra bruta de 20.400 milions de iens (197.900.000 de dòlars) en vint-i-quatre dies, convertint-se en la cinquena pel·lícula més taquillera del Japó i la pel·lícula més ràpida en creuar els 20.000 milions de iens al Japó. També va establir el rècord per al llançament d'IMAX de més recaptació al Japó, amb 14,2 milions de dòlars obtinguts de les projeccions IMAX, superant el rècord de 13 milions de dòlars establert anteriorment per Bohemian Rhapsody. En quaranta-cinc dies, la pel·lícula va recaptar 27.512.438.050 de iens (265 milions de dòlars) al Japó.
Va encapçalar la taquilla internacional durant diverses setmanes i es va convertir en la pel·lícula animada més taquillera de 2020,  i la cinquena pel·lícula més taquillera de l'any en els mercats internacionals fora d'Amèrica de Nord. A Taiwan, El tren infinit va recaptar 360 milions dòlars taiwanesos (12,6 milions de dòlars) en disset dies des de la seva estrena el 30 d'octubre, convertint-se en la pel·lícula més taquillera de l'any a Taiwan i establint un nou rècord com la pel·lícula animada més taquillera de tots els temps a Taiwan, superant als posseïdors de rècords anteriors Frozen 2 i Your Name. A partir del 24 de novembre de 2020, El tren infinit es va convertir en la sisena pel·lícula més taquillera del món en 2020, havent recaptat un total de 280,6 milions de dòlars americans al Japó, Taiwan i Hong Kong.

## Tràiler en català
- Tràiler en català
- Els guardians de la nit: El tren infinit a Goita què fan, ara!